# Vom Leben der Natur
Vom Leben der Natur ist eine Sendereihe auf Ö1, die von Montag bis Freitag von 08:55 Uhr bis 09:00 Uhr ausgestrahlt wird und über die Natur aus meist wissenschaftlicher Sicht berichtet.  Forscher erzählen über ein von ihnen besprochenes Wochenthema aus fünf verschiedenen Perspektiven.

## Themen
Vom Leben der Natur berichtet über Themen aus der Botanik, Chemie, Geologie, Ökologie, Physik und Zoologie. Es kommen neben Menschen aus der Wissenschaft auch Naturvermittler zu Wort, die fächerübergreifend aus ihren Erfahrungen erzählen.
Die Sendereihe wird von Renate Pliem produziert und von einer Reihe journalistischer  Mitarbeiter gestaltet.
Die jeweils fünfminütige Sendung ist auch als Podcast verfügbar.

## Gestalter
- Wolfgang Bauer
- Lothar Bodingbauer
- Nicole Dietrich
- Maria Harmer
- Ilse Huber
- Nora Kirchschlager
- Renate Pliem
- Nikolaus Scholz
- Thomas Thaller

## Beispiele für Sendungen
- Die explodierenden Ameisen Borneos, 4.–8. November 2019[3]
- Mexikanische Hochlandfische, 28.–31. Oktober 2019[4]
- Lichtbilder des Universums, 21.–25. Oktober 2019[5]

## Auszeichnungen
2006 wurde Renate Pliem für die Sendereihe Vom Leben der Natur mit dem Radiopreis der Erwachsenenbildung Österreich in der Sparte Kurzsendungen ausgezeichnet.